# Campo de Pesquisas Major Edsel de Freitas Coutinho
O Campus de Pesquisas Geofísicas major Edsel de Freitas Coutinho, convênio UNIBEM - IAE em Paula Freitas, PR, mantida pelas Faculdades Integradas 'Espírita', UNIBEM em parceria com o Comando-Geral de Tecnologia Aeroespacial, o IAE, Instituto de Aeronáutica e Espaço entre outros importantes centros de pesquisas espaciais.
É um Campus de Pesquisas de Física Espacial localizado no município de Paula Freitas, Paraná, que tem por finalidade principal os estudos da AMAS (Anomalia Geomagnética do Atlântico Sul) e suas consequências em âmbito regional e global. 

## Anomalia Geomagnética do Atlântico Sul
Os campos magnéticos do Sol e da Terra variam, isto é, contraem-se, distendem-se e evoluem ao longo do tempo. Sobre a América do Sul, ocorre uma anomalia do campo magnético da Terra, chamada Anomalia Geomagnética do Atlântico Sul, (South Atlantic Geomagnetic Anomaly, SAGA), também conhecida como Anomalia Magnética do Atlântico Sul (AMAS).

## Cinturões de Radiação de Van Allen
Os efeitos da anomalia atingem os Cinturões de Radiação de Van Allen, fazendo-os se aproximar mais do solo na região do epicentro. O fenômeno da ocorrência dos cinturões de radiação não é exclusivo da Terra. Foram detectados em outros planetas do sistema solar como Júpiter, Saturno, Marte e Vênus. Também possível reproduzí-los artificialmente através de explosões nucleares na alta atmosfera ou em laboratório.

## Base de pesquisas
A importância da base de pesquisas reside no estudo dos efeitos da ocorrência da anomalia que se dá entre –90º a +40º de longitude e –50º até a linha do Equador. Logo, toda a América do Sul encontra-se sob seus efeitos, e, em especial, a Base está muito próxima do epicentro.  A anomalia geomagnética gera correntes induzidas de ULF, ou Freqüência Ultra Baixa, menor que 3 Hz, além de criar condições anômalas na ionização da ionosfera terrestre. O espelhamento de correntes elétricas ionosféricas, associadas à variações nos campos geomagnéticos causadas pelas partículas energizadas que penetram na atmosfera, podem criar correntes imagem na superfície da Terra. 
As influências magnéticas, e eletromagnéticas inserem elementos de baixíssima freqüência, em torno de 1 Hz ou menos, em sistemas de transmissão e geração de energia elétrica, linhas de transmissão de dados, telefonia, entre outros efeitos danosos ao funcionamento de equipamentos eletro-eletrônicos. 
É comprovado, segundo pesquisadores que:(sic)..."numa análise de defeitos em linhas de transmissão de energia elétrica de alta potência no Brasil, foi detectado que 96% dos casos avaliados estavam diretamente ligados às ocorrências da Anomalia Geomagnética do Atlântico Sul"(PINTO, L., MACEDO, L.H., DRUMMOND, M.A., SZCZUPAK, J.S.)... Portanto, a ocorrência do fenômeno geomagnético causa perturbações elétricas em regiões contíguas à localidade da ocorrência primária. E quanto mais próximo do epicentro, maiores os efeitos ocasionados pelas anomalias.

## Absorção na Camada D e na baixa atmosfera

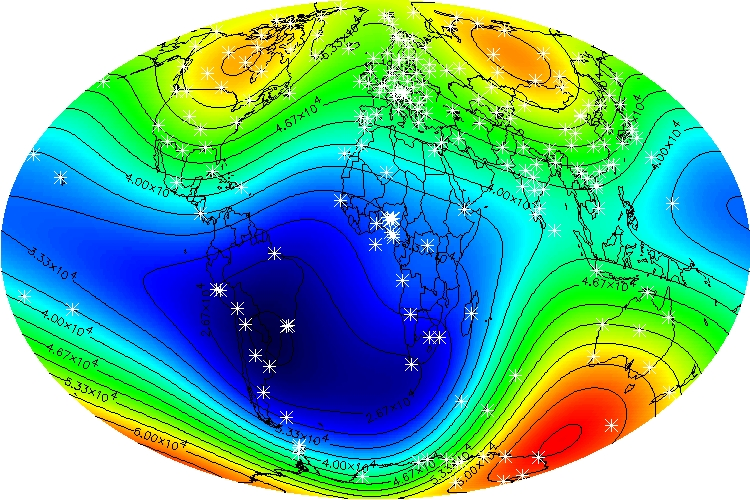
Campo magnético total da Terra, sobre o Brasil na área azul mais escura existe a AMAS, Anomalia Magnética do Atlântico Sul, observar que as linhas de campo formam na região uma figura que se assemelha à uma cabeça de um pato, por isso é chamada "El Pato"

Appleton denominou as camadas iônicas da Terra, D, E, F1 e F2. Existe uma dependência previsível quanto à densidade eletron-iônica em relação às mudanças da radiação solar que acompanham as flutuações irradiantes do Astro Rei em longo prazo, sendo dependentes do estado solar momentâneo, além de outros efeitos desconhecidos. 
No caso do Sol, ao variar a irradiação, variam também as condições ionosféricas, e, proporcionalmente variará a absorção na camada D. Isso influi na absorção da radiofrequência na atmosfera, o que poderá interferir nas comunicações de rádio entre aeronaves e o solo, e vice-e-versa, devidos fenômenos de absorção, dutificação (Canalização), entre outros efeitos nas  camadas da atmosfera, inclusive na propagação das ondas de SHF, que é a frequência usual de muitos sistemas de radar.

## Importância do estudo das Anomalias Geomagnéticas
Os efeitos dos fenômenos de anomalias geomagnéticas são tão intensos que chegam a afetar satélites e outras espaçonaves com órbitas a algumas centenas de quilômetros de altitude e com inclinações orbitais entre 35° e 60°. Nessas órbitas os satélites passam periodicamente pela anomalia ficando expostos durante  minutos às fortes radiações da região. A Estação Espacial Internacional, (International Space Station), cuja órbita tem uma inclinação de 51.6°, necessitou de um revestimento especial para suportar as radiações presentes na área onde ocorre o fenômeno. Outro importante artefato espacial que necessitou cuidados especiais, foi o Telescópio Espacial Hubble, que não pode fazer observações enquanto está passando sobre a região. Os efeitos são tão danosos que a NASA, face aos defeitos que costumavam ocorrer em seus satélites quando passavam sobre a Região Sul do Brasil, principalmente, resolveu alterar suas rotas.

## Base de Paula Freitas

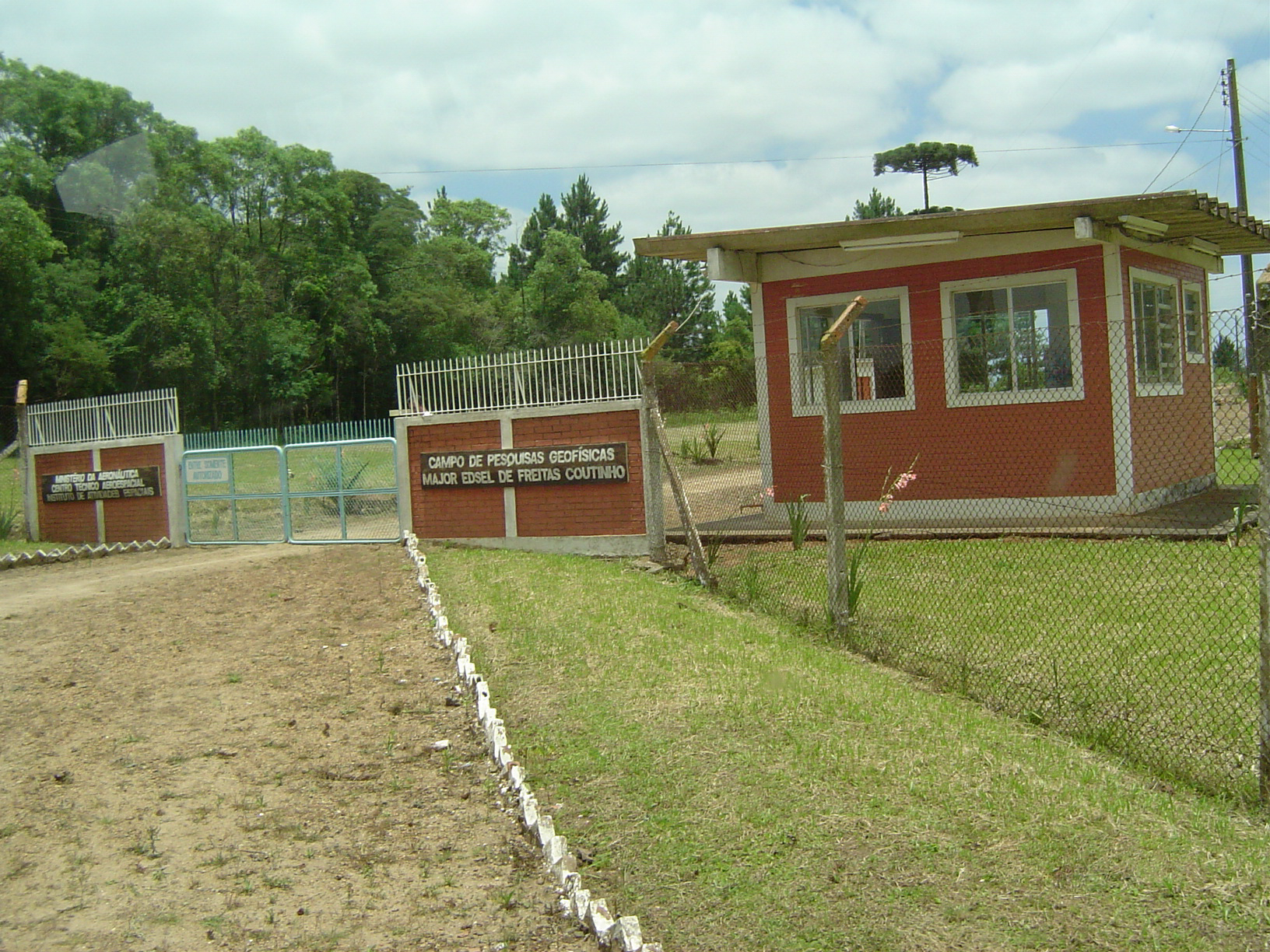
O Campus de Pesquisas Geofísicas Major Edsel de Freitas Coutinho é uma Base de pesquisas da Força Aérea Brasileira especializado nos estudos da interação Terra Sol para fins científicos. O Campus é mantido em convênio entre o IAE e a UNIBEM que disponibilizam os meios necessários à pesquisa Aeroespacial

A Base de Paula Freitas como é chamado o Campus de Pesquisas Geofísicas "Major Edsel de Freitas Coutinho", se destina justamente ao estudo da anomalia e dos efeitos das radiações provindas do Espaço uma vez que no plasma ionosférico encontramos condutividade iônica e permissividade eletromagnética , isto é, em alguns momentos a ionosfera parece se comportar como um condutor elétrico ou placa metálica, em outros pode se comportar como um condutor sintonizado em determinadas freqüências, podendo refletir, refratar, difratar, entre outros fenômenos, determinados comprimentos de onda. A ionosfera também pode absorver outros comprimentos de onda inutilizando totalmente a sua propagação. 
Portanto, todos os fenômenos na região podem estar relacionados com as mais diversas causas, desde o geomagnetismo terrestre até efeitos gerados a partir dos raios cósmicos, radiação solar entre outros.

## Sondagem Ionosférica

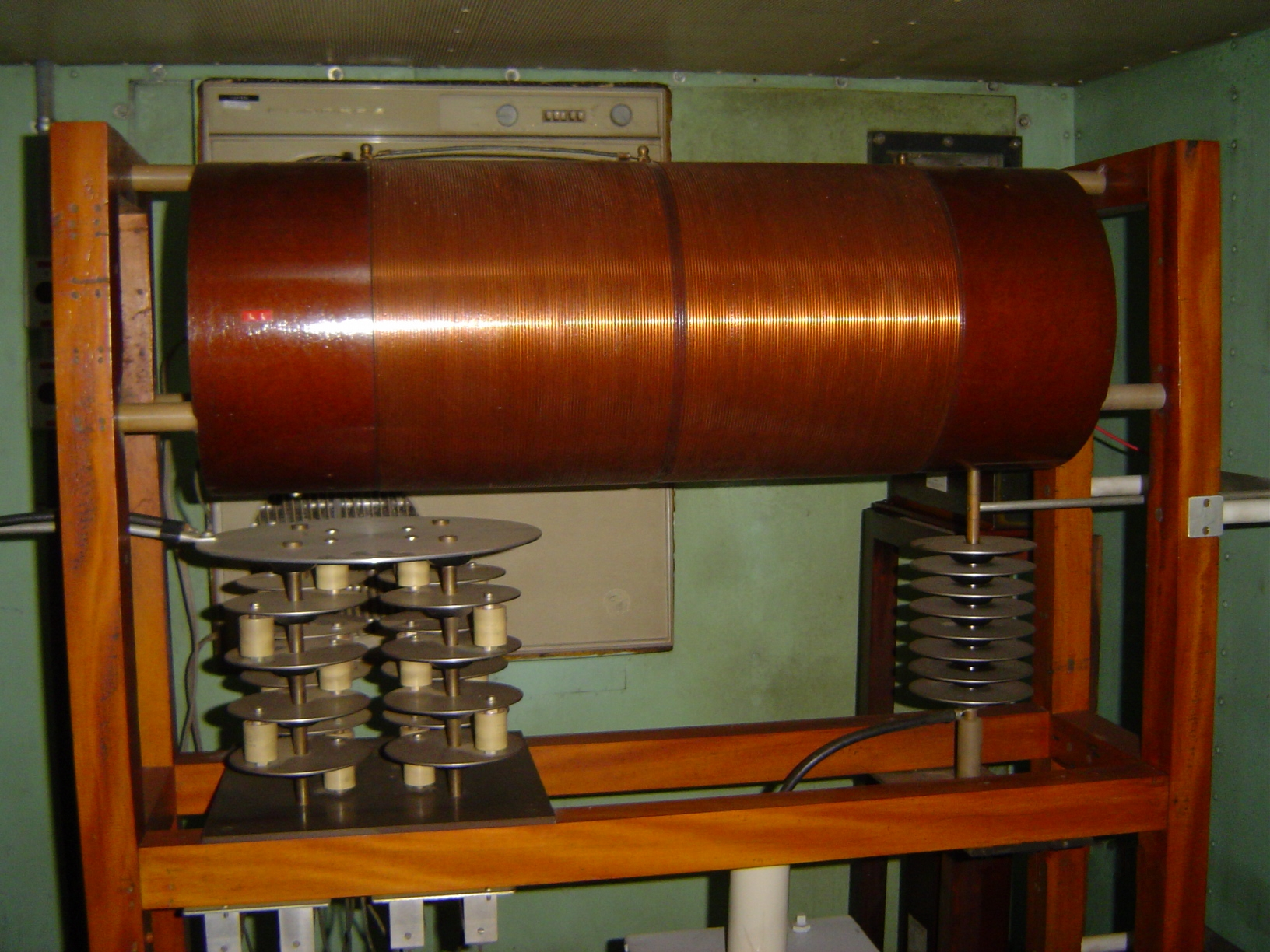
Circuito de sintonia de uma Ionossonda

A sondagem ionosférica é realizada por equipamentos chamados Ionossondas. Estes são vitais para mapear as condições da alta atmosfera. Naquela região, entre outros fenômenos, ocorre a  recombinação, que é a resultante do efeito da atração eletrostática mútua dos elétrons e íons positivos e  negativos, que se opõe à ionização produzida pela radiação incidente. As camadas ionosféricas oscilam em intensidade e quantidade durante o dia e a noite, além de se manifestarem com maior ou menor intensidade conforme a época do ano e dos diversos ciclos da natureza, entre estes o ciclo solar. 

Nas freqüências de 30,0 Mhz até 3,0 Mhz, a reflexão pode ocorrer, nas camadas superiores (F1, F2) com densidade eletrônica elevada. Abaixo de 3,0 Mhz há a reflexão camada D, mais inferior. Existe, portanto um limite para a reflexão ionosférica ótima, este varia com a atividade solar, a posição do Sol, a distância entre outros fatores que podem ser mapeados pelo estudo inclusive do Geomagnetismo.

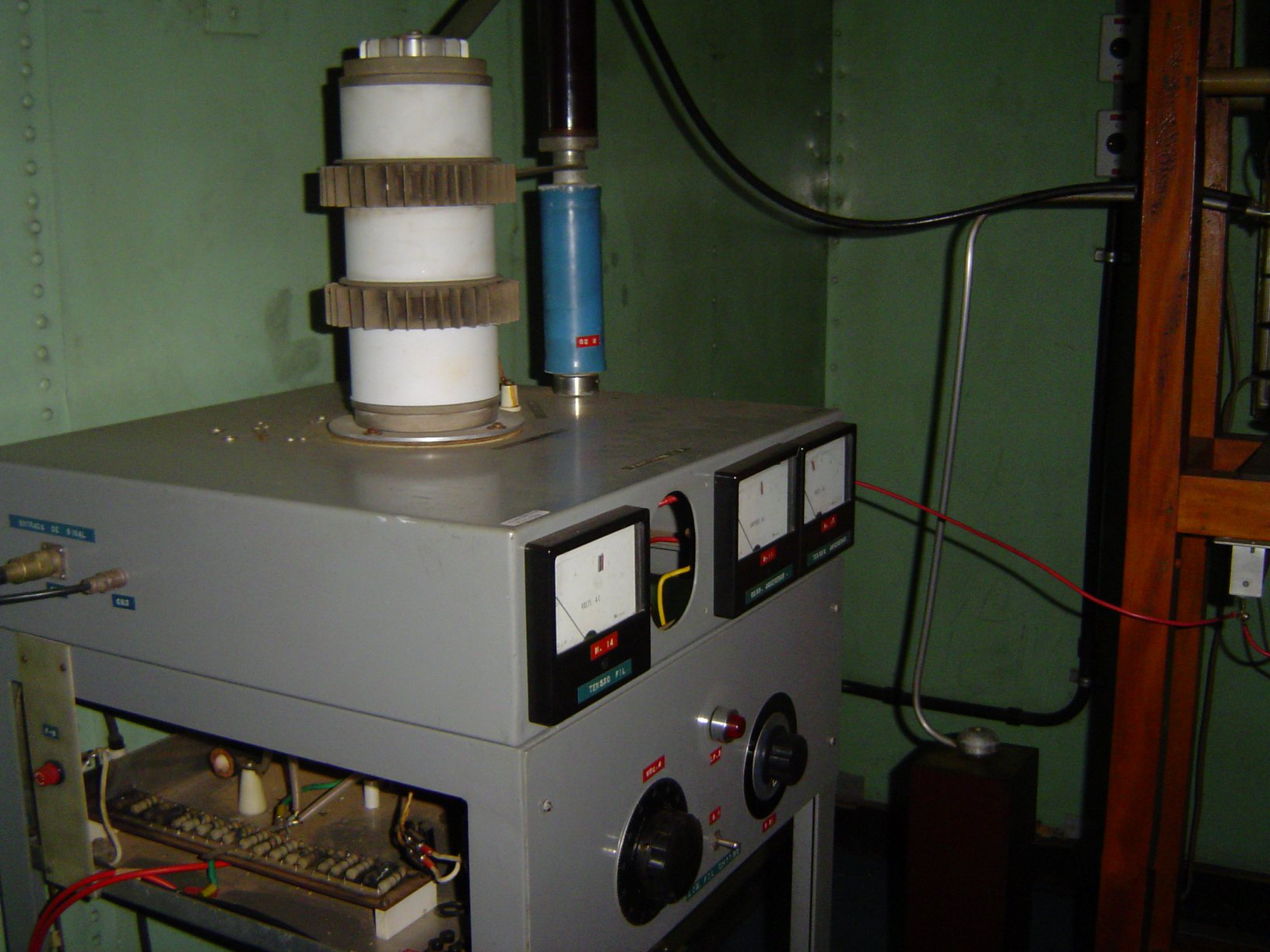
Circuito de potência de uma Ionossonda de 1,3 Mw

Durante uma erupção solar, por exemplo, a ionosfera é empurrada para baixo e ao mesmo tempo tem seu limite inferior empurrado para cima, aumentando assim a densidade iônica e atômica. Uma vez que as ondas longas não podem penetrar na camada inferior, elas acabam refletindo como se a ionosfera fosse uma superfície metálica. Nas camadas mais abaixo, em função do fenômeno da recombinação logo acima ocorrido pelo aumento da energia provinda do Sol, podem ocorrer certos fenômenos indesejáveis ao monitoramento aéreo por radar. Estes podem ser o apagamento momentâneo da aeronave das telas, ou o surgimento de imagens fantasmas, isto é, as condições ionosféricas e atmosféricas, podem fazer aparecer um avião real e um avião virtual devidas reflexões indesejáveis ocasionadas ora pelo efeito blindagem, ora pelo efeito de múltiplas reflexões do sinal de alta freqüência. Portanto, o conhecimento do geomagnetismo e dos fenômenos ionosféricos se tornam vitais para a segurança do voo.
Em grande parte a radiação solar é composta por ondas eletromagnéticas, porém, o Sol também produz  partículas que variam com o ciclo solar. Estas são na maior parte prótons de baixa energia (10-100 keV). As partículas são significativamente de menor energia do que raios cósmicos do Espaço Extrasolar. Em aviões de alta altitude, a radiação é mais elevada que no solo, (Relatório das Nações Unidas UNSCEAR 2000), portanto os trabalhadores aeronáuticos recebem maior dose na média do que qualquer outro profissional, inclusive operadores de Usinas Nucleares e Técnicos de Raios-X.